# فرودگاه دادمانس کی
فرودگاه دادمانس کی (به انگلیسی: Deadman's Cay Airport) یک فرودگاه همگانی با کد یاتا LGI است که یک باند فرود آسفالت دارد و طول باند آن ۱۲۱۹ متر است. این فرودگاه در کشور باهاما قرار دارد.

## شرکت‌های هواپیمایی و مقصدهای پروازی
| شرکت‌های هواپیمایی    | مقصدهای پروازی |
| -------------------- | -------------- |
| Bahamasair           | لیندن پیندلینگ |
| پیناپل ایر           | لیندن پیندلینگ |
| Southern Air Charter | لیندن پیندلینگ |